# Фридман, Израиль
Израиль Фридман (Израиль Ружинер, реб Исру́эл ри́жинер, Ружинский ребе; 1797—1850) — хасидский цадик.
Правнук Магида из Межерича. Родился в местечке Погребище в Подолье. В 13 лет женился. Повзрослев, приобрёл славу цадика, перебрался в Ружин и основал там роскошный хасидский двор, который соперничал с двором чернобыльской династии хасидов. Занимался активной благотворительной деятельностью, в частности, по его инициативе в Иерусалиме была создана синагога Тиферет Исраэль, взорванная в 1948 году арабами.
В 1838 году Ружинский Ребе был арестован по подозрению в организации убийства двух евреев. Спасаясь от преследования властей, он в 1842 году перешёл русско-австрийскую границу и поселился в Австрии в Садгоре (окрестности города Черновцы). Его сыновья стали основателями нескольких хасидских династий.
Сын — Дов-Бер Фридман (Леовер ребе).